# José Hidalgo
José Hidalgo es un futbolista guatemalteco. Se desempeña como lateral izquierdo o volante, y actualmente juega en el Club Social y Deportivo Suchitepéquez de la Liga Nacional de Guatemala.

## Trayectoria
Hidalgo antes de estar con Deportivo Suchitepéquez tuvo un paso con el club Deportivo Iztapa de la Primera División de Guatemala.

## Suchitepéquez
Suchitepéquez lo trajo al equipo en el año 2010 y ha sido uno de los mejores jugadores del equipo.
En el Torneo Apertura 2013 marcó un gol olímpico contra el
Comunicaciones FC

## Clubes
| Club                                  | País      | Año               |
| ------------------------------------- | --------- | ----------------- |
| Deportivo Iztapa                      | Guatemala | 2008 - 2010       |
| Club Social y Deportivo Suchitepéquez | Guatemala | 2010 - 2014       |
| Comunicaciones                        | Guatemala | 2014 - 2015       |
| Antigua GFC                           | Guatemala | 2015 - 2016       |
| Universidad SC                        | Guatemala | 2016 - 2017       |
| Xelajú MC                             | Guatemala | 2017 - 2018       |
| Club Social y Deportivo Suchitepéquez | Guatemala | 2019 - actualidad |

## Nominaciones Individuales
| Año | Premio | Posición | Resultado | 2013 | Once Ideal de Nuestro Diario | Lateral izquierdo | Nominado |